# Bolingbroke, England
Bolingbroke är en civil parish i Storbritannien.   Den ligger i grevskapet Lincolnshire och riksdelen England, i den sydöstra delen av landet, 180 km norr om huvudstaden London.
I Bolingbroke finns två samhällen, dels den större byn Old Bolingbroke och en mindre by, Hareby. Det finns även ruiner av ett slott, Bolingbroke Castle.